# Hotel Diablo
Hotel Diablo è il quarto album in studio del rapper statunitense Machine Gun Kelly, pubblicato il 5 luglio 2019.
Il 5 luglio 2024, a cinque anni dall'uscita dell'album, MGK ha pubblicato una versione deluxe del disco intitolata Hotel Diablo: Floor 13 Edition.

## Tracce
1. Sex Drive – 2:03
2. El Diablo – 2:26
3. Hollywood Whore – 3:23
4. Glass House (featuring Naomi Wild) – 3:21
5. Burning Memories (featuring Lil Skies) – 3:36
6. A Message from the Count – 0:37
7. Floor 13 – 3:14
8. Roulette – 3:02
9. Truck Norris Interlude – 0:52
10. Death in My Pocket – 2:59
11. Candy (featuring Trippie Redd) – 2:36
12. Waste Love (featuring Madison Love) – 3:16
13. 5:3666 (featuring Phem) – 3:14
14. I Think I'm Okay (with Yungblud & Travis Barker) – 2:49